# Центр астрономических данных в Страсбурге
Центр астрономических данных в Страсбурге (фр. Centre de données astronomiques de Strasbourg, CDS) — электронное хранилище данных, которое собирает и распространяет астрономическую информацию. Центр был создан в 1972 году под названием Centre de Données Stellaires. Услуги, предоставляемые в настоящее время онлайн и на компакт-дисках, включают:
- SIMBAD — база данных астрономических объектов.
- VizieR — служба доступа к астрономическим каталогам.
- Aladin — интерактивный атлас неба[1].

На 27 ноября 2010 года через CDS были доступны 9591 каталогов, в том числе:
- 8971 доступны онлайн (в виде файлов ASCII или FITS)
- 8608 доступны также через службу VizieR.